# إلوين بيرليكامب
إلوين بيرليكامب (بالإنجليزية: Elwyn Berlekamp) مواليد 6 سبتمبر 1940 في دوفر، رياضياتي أمريكي حائز على وسام ريتشارد هامينغ في 1991.